# Ромберг, Андреас
Андреас Якоб Ромберг (нем. Andreas Jakob Romberg, 1767—1821, Гота) — немецкий композитор, кларнетист, скрипач, двоюродный брат Бернарда Ромберга, отец Киприана Фридриха Марианна Ромберга.

## Биография
Андреас Якоб Ромберг родился 27 апреля 1767 года в городе Фехта.
Учился игре на скрипке у своего отца Герхарда Генриха Ромберга. Первый раз выступил на публике, когда ему было шесть лет. В 1790 году познакомился с Бетховеном. 
В 1800 году в Париже была дана его опера «Don Mendoze». Из его многочисленных сочинений более известны инструментальные.
Андреас Якоб Ромберг умер 10 ноября 1821 года в городе Гота.
Его сын Киприан продолжил дело отца и тоже посвятил свою жизнь музыке.